# 1996 ve sportu
Toto je přehled sportovních událostí konaných v roce 1996.

## Automobilový sport
Formulové závody:
- CART –  Jimmy Vasser
- Formule 1 –  Damon Hill
- Formule 3000 –  Jörg Müller

## Cyklistika
- Giro d'Italia – Pavel Tonkov
- Tour de France – Bjarne Riis
- Mistrovství světa – Johan Museeuw

## Florbal
- Mistrovství světa ve florbale mužů 1996 –  Švédsko
- European Cup 1996 – Muži:  Balrog IK, Ženy:  Högdalens AIS
- 1. florbalová liga mužů 1995/1996 – 1. SC SSK Vítkovice
- 1. florbalová liga žen 1995/1996 – TJ Tatran Střešovice

## Sportovní lezení

### Svět
- 8. Světový pohár ve sportovním lezení 1996

### Evropa
- 2. Mistrovství Evropy ve sportovním lezení 1996
- 1. Evropský pohár juniorů ve sportovním lezení 1996

## Tenis
- Grand Slam výsledky mužů:
  1. Australian Open – Boris Becker
  2. French Open – Jevgenij Kafelnikov
  3. Wimbledon – Richard Krajicek
  4. US Open – Pete Sampras

- Grand Slam výsledky žen:
  1. Australian Open – Monika Selešová
  2. French Open – Steffi Grafová
  3. Wimbledon – Steffi Grafová
  4. US Open – Steffi Grafová

- Davis Cup: Francie–Švédsko 3:2